# Strongyliceps alluaudi
Strongyliceps alluaudi är en spindelart som beskrevs av Fage 1936. Strongyliceps alluaudi ingår i släktet Strongyliceps och familjen täckvävarspindlar.
Artens utbredningsområde är Kenya. Inga underarter finns listade i Catalogue of Life.